# Арт-монстры Швеции
Арт-монстры Швеции — художественное движение шведских художников в рамках альтернативных художественных жанров, таких как лоуброу арт, поп-сюрреализм, хоррор и мрачное искусство. Движение зародилось из-за коллективного разочарования в альтернативном шведском художественном сообществе, в том, что в Швеции нет общественной площадки для новых жанров современного искусства типа лоуброу арт, поп-сюрреализм, стимпанк, готика, хоррор и бурлеск. Движение хочет поделиться вдохновением и знаниями.
Представители движения признают, что большинству шведов не знакомы понятия «лоуброу арт» и «мрачное искусство». Они признают, что лоуброу арт зародилось на американской художественной сцене и, хотя уже развивается в Европе, Швецией данный жанр ещё не признан. Многим шведским представителям указанных жанров пришлось продвигать свои творения на международной художественной сцене, поскольку на родине у них не было такой возможности. Это послужило причиной создания движения арт-монстров Швеции. Арт-монстры Швеции продвигают шведский лоуброу арт и шведский поп-сюрреализм, а также более мрачные поджанры.
Это арт-движение в основном активно действует в социальных сетях, где его можно найти по хэштегу: #artmontersofweden. На одноимённом сайте можно найти обширную галерею и интервью участников движения арт-монстров.

## Команда монстров
Движение было создано в 2018 году в Норрчёпинге (Швеция) имеющим мировую известность представителем лоуброу арта — Майя Мякила, а также фотографом и представителем мрачного искусства — Мария Вингард. Вместе Майя Мякила и Мария Вингард представляют команду монстров — кураторы движения и авторы подкаста «ART MONSTERS-podden».

## Выставки и мероприятия
- 2018 — Шоу команды монстров в рамках ночи искусств — Норрчепинг, Швеция.
- 2018 — Участие Арт-монстров Швеции на национальном шведском телевидении в культурной передаче «Sverige!». В данном выпуске передачи также интервью с известным художником Линном Фернандстрёмом и количество просмотров превысило 325 000 просмотров[3].